# ショウアップナイターストライク! おまけのコーナー
ショウアップナイターストライク! おまけのコーナーは
2005年10月3日から11月11日の間、関東地区のみ、本編の松本ひでおのショウアップナイターストライク!の番組終了後のCMの後、19:58から19:59:59までの1分間放送されていたラジオ番組。パーソナリティは本編と同じく、松本ひでお（ニッポン放送スポーツ部アナウンサー）と新保友映（ニッポン放送アナウンサー）。この後のこの時間は「山本元気のビジネスショウアップ！」となった。